# Epicalymma bulbosa
Epicalymma bulbosa is een eenoogkreeftjessoort uit de familie van de Oncaeidae. De wetenschappelijke naam van de soort is voor het eerst geldig gepubliceerd in 2009 door Böttger-Schnack.